# Тврђава Познањ
Тврђава Познањ (пољ. Twierdza Poznań) - скуп утврђења изграђена у граду Познању (Пољска) у 19. векa и почетком 20. векa, трећи по величини систем те врсте у Европи.